# Wybory parlamentarne w Izraelu w 1961 roku
Wybory parlamentarne w Izraelu do Piątego Knesetu odbyły się 15 sierpnia 1961.
Oddano 1,274,280 głosów, w tym ważnych: 1,006,964. Próg wyborczy wynosił 1%, a więc aby uzyskać miejsce w Knesecie, należało otrzymać minimum 10,070 głosów. Średnio na jedno miejsce przypadło 8,332 głosów.

## Oficjalne wyniki
|  | Partia                                        | Głosy     | Procent | Mandaty |
|  | --------------------------------------------- | --------- | ------- | ------- |
|  | Mapai (מפא"י)                                 | 349,330   | 34.7%   | 42      |
|  | Herut (חרות)                                  | 138,599   | 13.8%   | 17      |
|  | Partia Liberalna (מפלגה ליברלית ישראלית)      | 137,599   | 13.6%   | 17      |
|  | Narodowa Partia Religijna (מפלגה דתית לאומית) | 98,786    | 9.8%    | 12      |
|  | Mapam (מפ"ם)                                  | 75,654    | 7.5%    | 9       |
|  | Achdut ha-Awoda (אחדות העבודה)                | 66,170    | 6.6%    | 8       |
|  | Maki (מק"י)                                   | 42,111    | 4.2%    | 5       |
|  | Agudat Israel (אגודת ישראל)                   | 37,178    | 3.7%    | 4       |
|  | Po’alej Agudat Jisra’el (פועלי אגודת ישראל)   | 19,428    | 1.9%    | 2       |
|  | Współpraca i Braterstwo (שיתוף ואחווה)        | 19,342    | 1.9%    | 2       |
|  | Postęp i Rozwój (קידמה ועבודה)                | 16,034    | 1.6%    | 2       |
|  | Razem                                         | 1,006,964 | 100,0%  | 120     |

## Posłowie
Posłowie wybrani w wyborach:
| Partia                    | Posłowie |
| ------------------------- | --- |
| Mapai                     | Josef Almogi, Zalman Aran, Me’ir Argow, Ammi Asaf, Dawid Bar-Raw-Haj, Mosze Baram, Aharon Becker, Dawid Ben Gurion, Herzl Berger, Menachem Kohen, Jicchak Koren, Mosze Dajan, Amos Degani, Abba Eban, Josef Efrati, Lewi Eszkol, Josef Fischer, Akiwa Gowrin, Jisra’el Guri, Dawid Hakohen, Aszer Chasin, Awraham Herzfeld, Beba Idelson, Jisra’el Kargman, Jona Kese, Kadisz Luz, Golda Meir, Mordechaj Namir, Dewora Necer, Baruch Azanja, Szimon Peres, Dawid Petel, Pinchas Sapir, Mosze Sardines, Mosze Szaret, Bechor-Szalom Szitrit, Szemu’el Szoresz, Jizhar Smilanski, Rachel Cabari, Jisra’el Jeszajahu, Gijjora Joseftal, Chajjim Josef Cadok |
| Herut                     | Arje Altman, Binjamin Arditi, Binjamin Awni’el, Jochanan Bader, Menachem Begin, Arje Ben Eli’ezer, Chajjim Kohen-Meguri, Awraham Derori, Chajjim Landau, Nachum Lewin, Elijjahu Meridor, Ja’akow Meridor, Ester Razi’el-Na’or, Josef Szofman, Eli’ezer Szostak, Szabbetaj Szichman, Awraham Ti’ar |
| Partia Liberalna          | Zalman Abramow, Perec Bernstein, Beno Kohen, Idow Kohen, Rachel Kohen-Kagan, Jicchak Golan, Jizhar Harari, Jicchak Klinghoffer, Mosze Kol, Szelomo Perlstein, Elimelech Rimalt, Pinchas Rosen, Josef Sapir, Josef Serlin, Jehuda Sza’ari, Baruch Uzzi’el, Cewi Zimmerman |
| Narodowa Partia Religijna | Szelomo-Jisra’el Ben-Me’ir, Josef Burg, Micha’el Chazani, Aharon-Ja’akow Grinberg, Mordechaj Nurok, Jicchak Refa’el, Towa Sanhedraj, Binjamin Szachor, Chajjim Mosze Szapira, Mosze Unna, Zerach Warhaftig, Faridża Zu’arec |
| Mapam                     | Jisra’el Barzilaj, Mordechaj Bentow, Ja’akow Chazzan, Jusuf Chamis, Ja’akow Riftin, Chanan Rubin, Wiktor Szem-Tow, Emma Talmi, Me’ir Ja’ari |
| Achdut ha-Awoda           | Jigal Allon, Jisra’el Bar-Jehuda, Jicchak Ben Aharon, Mordechaj Bibi, Mosze Karmel, Jisra’el Galili, Rut Haktin, Nachum Nir |
| Maki                      | Szemu’el Mikunis, Mosze Sneh, Ester Wilenska, Me’ir Wilner, Taufik Tubi |
| Agudat Israel             | Szelomo-Ja’akow Gross, Izaak Meir Lewin, Szelomo Lorincz, Menachem Porusz |
| Po’alej Agudat Jisra’el   | Kalman Kahana, Ja’akow Kac |
| Współpraca i Braterstwo   | Dżabr Mu’addi, Dijab Obejd |
| Postęp i Rozwój           | Ahmad az-Zahir, Iljas Nachla |